# Tror ni på spöken?
Tror ni på spöken? (engelska: Lonesome Ghosts) är en amerikansk animerad kortfilm med Musse Pigg från 1937.

## Handling
Musse Pigg, Kalle Anka och Långben jobbar som spökjägare och får en mörk och ruggig kväll ett uppdrag via telefon att utrota spöken från ett hus. I själva verket är det riktiga spöken som ringt till vännerna i syfte att ha lite roligt. När vännerna anländer till huset blir de skrämda av spökena. Till slut blir det vännerna själva som skrämmer bort spökena, efter att vännerna ramlat ner i en källare och fått melass och mjöl över sig, vilket fått spökena att tro att de tre vännerna är spöken som är mycket farligare än spökena själva.

## Om filmen
Filmen är den 98:e Musse Pigg-kortfilmen som producerades och den nionde och sista som lanserades år 1937.

### Svensk distribution
Filmen hade svensk premiär den 17 januari 1938 och visades bland annat på biograferna Spegeln och Röda Kvarn i Stockholm. Vid visningen på Röda Kvarn visades filmen som förfilm till komedifilmen Förbjuden ingång från 1937.
Filmens svenska premiärtitel vid den svenska biopremiären 1938 var Tror ni på spöken?, men har även visats under andra titlar. Bland dem finns Kalle Anka jagar spöken som användes vid en svensk nypremiär den 30 april 1951 och visades även denna gång på biografen Spegeln i Stockholm.
Filmen har givits ut på DVD flera gånger med titeln Spökjägare och finns dubbad till svenska.

## Rollista
| Roll       | Originalröst  | Svensk röst     |
| Musse Pigg | Walt Disney   | Anders Öjebo    |
| Kalle Anka | Clarence Nash | Andreas Nilsson |
| Långben    | Pinto Colvig  | Johan Lindqvist |